# Parc Théodore-Monod
Le parc Théodore-Monod est un jardin public situé au nord-ouest de la ville du Mans. Il est étendu sur 2,1 hectares, avec 4 500 m2 de pelouse. Il fut réalisé en 2001, et fut ouvert en avril 2002.

## Situation
Il se situe géographiquement à la jointure des quartiers de Saint-Pavin et de l'Hôpital-Chasse Royale. Il fut aménagé sur un complexe d'environ 10 hectares couvert par la caserne Chanzy.
Le parc est un point de vue pour découvrir la cathédrale Saint-Julien.

## Histoire
La caserne Chanzy fut bâtie entre 1875 et 1878 et abrita le 117e régiment d'infanterie. Après son abandon par l'armée au cours de l'année 1990, elle constitua pour la ville une grande réserve foncière sur la rive droite de la Sarthe. L'État conserva environ 6 hectares pour y aménager un centre de télécommunication de la gendarmerie nationale et des logements y afférents. Les 4 hectares restant furent cédés à la ville du Mans. La quasi-totalité des anciens bâtiments fut détruite, à l'exception sur la demande du conseil municipal présidé par monsieur Robert Jarry le 16 octobre 1998, d'un des trois qui entourait la cour d'honneur et longeant la rue Marceau. Ce dernier fut réservé par l'office public HLM afin d'y aménager une trentaine de logements et une crèche. Deux pavillons d'entrée furent également conservés et transformés en toilettes, bureaux (gardien) et salle d'exposition. 
Le concours d'architecture fut lancé en 1999. La maîtrise d'ouvrage fut assurée par Le Mans Métropole. La maître d'œuvre fut Jacqueline Osty (ayant notamment travaillée par la suite à la Place des Jacobins de Lyon), l'architecte Lionel Orsi, Le fontainier Lloca et le bureau d'étude Ogi. L'aménagement du parc seul coûta 27 millions de francs. Le complexe aquatique central est notamment constitué d'une cascade miroir. 
Une réserve foncière, en retrait du boulevard Chantrel fut conservée par la ville afin de concrétiser l'arrivée du tramway en 2007. Il est envisagé de mettre une plaque explicative sur l'existence du 117e RI sur ces lieux à l'entrée du parc.

## Galerie

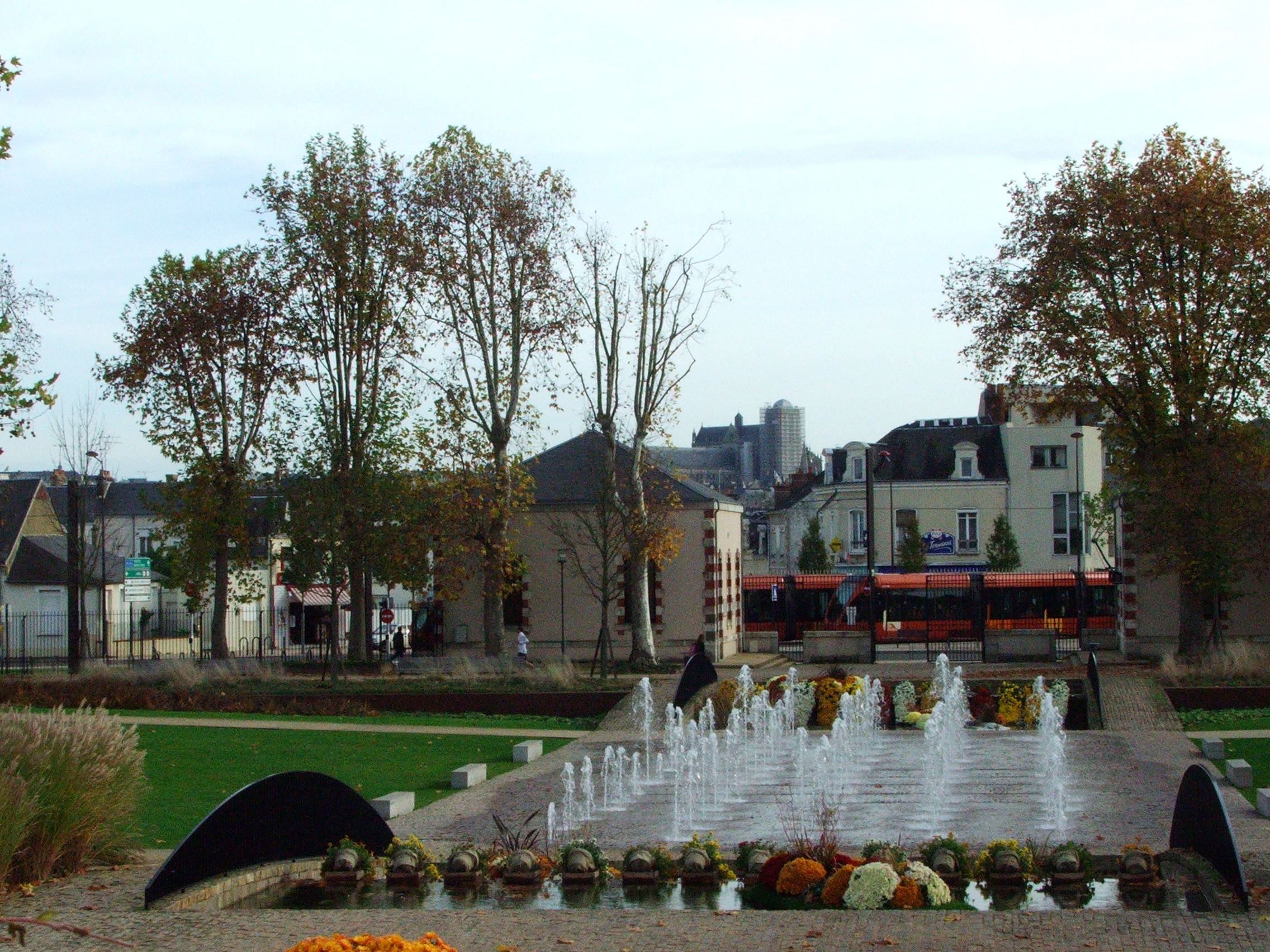
Le Parc Théodore-Monod au Mans.
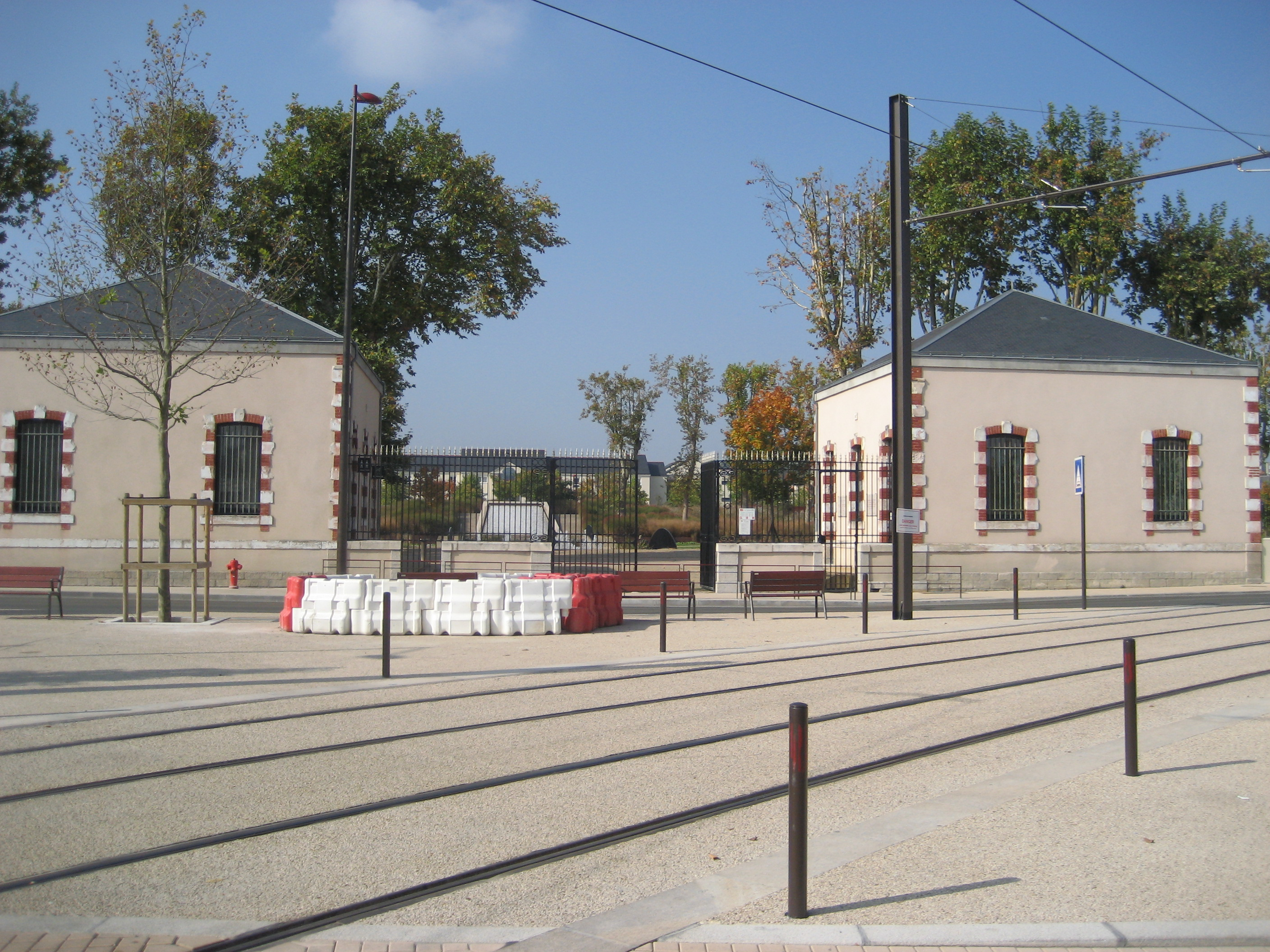
Entrée principale du parc Théodore-Monod au Mans par la place du 117e RI (ancienne caserne Chanzy).
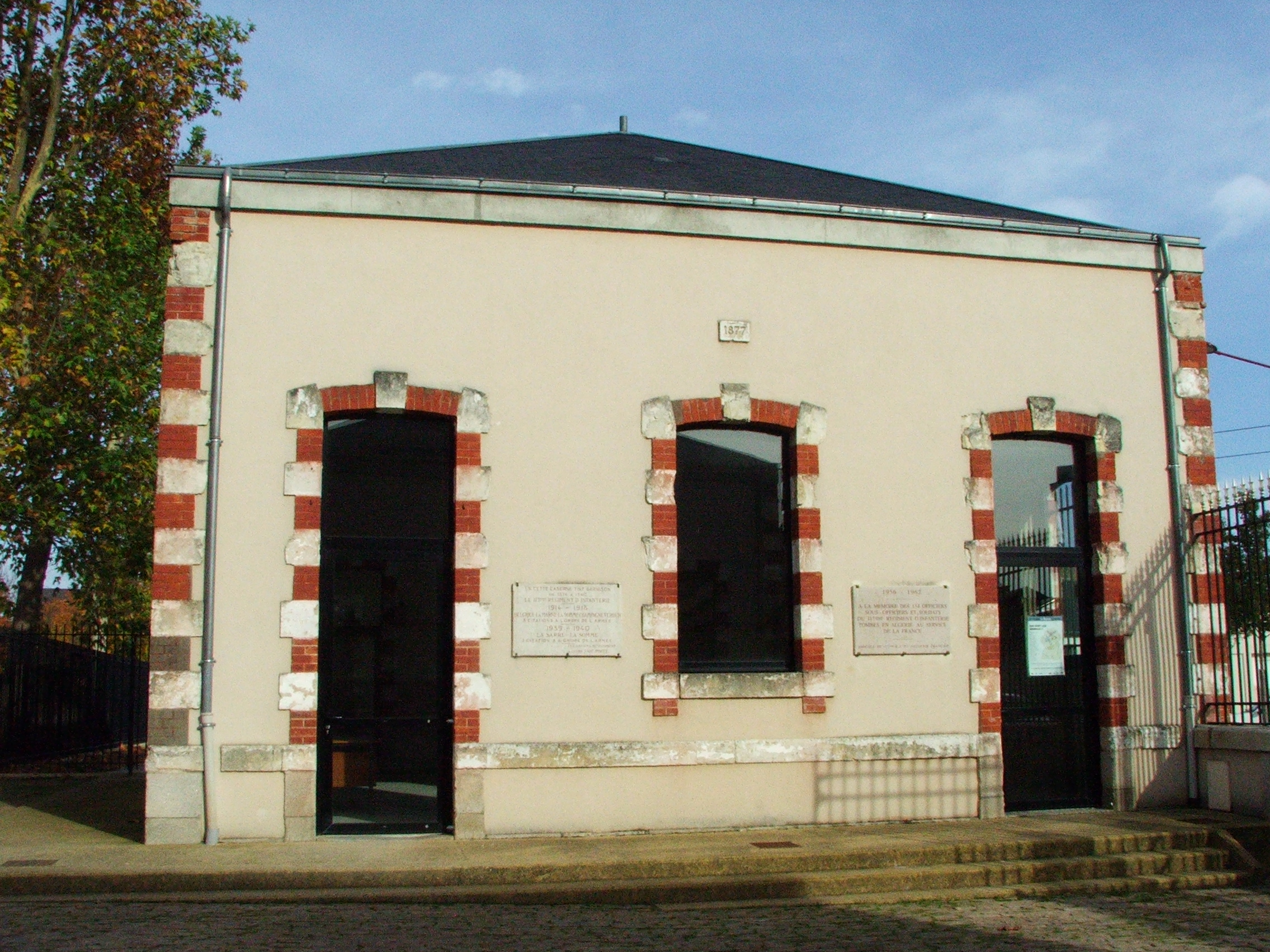
Ancien poste de garde de la caserne Chanzy, aujourd'hui Parc Théodore-Monod.